# Arne Erlandsen
Arne Erlandsen (Kløfta, 20 dicembre 1959) è un allenatore di calcio e calciatore norvegese, di ruolo centrocampista.

## Biografia
È il fratello di Bjørnar Erlandsen, anch'egli calciatore.

## Carriera

### Giocatore

#### Club
Erlandsen ha giocato, in carriera, nel Lillestrøm (per tre volte), nel Djurgården e nello Strømsgodset.

#### Nazionale
Erlandsen ha vestito per 11 volte la maglia della Norvegia under 21. Ha debuttato il 9 maggio 1979, nel pareggio a reti inviolate contro il Portogallo. Ha segnato la prima rete il 22 maggio 1980, nella sconfitta per 2-1 contro l'Islanda.
Ha giocato anche 22 partite per la Nazionale maggiore. La prima di queste presenze è arrivata in data 16 maggio 1979, nel pareggio per 0-0 contro l'Irlanda. Il primo e unico gol lo ha segnato il 14 luglio 1980, nella vittoria per 3-1 sull'Islanda.

### Allenatore
Nel 1998 è diventato allenatore del Lillestrøm. Vi è rimasto fino al 2005, anno in cui è andato a ricoprire questo incarico all'IFK Göteborg.
Il 13 novembre 2006 è stato assunto come tecnico dell'HamKam, all'epoca in 1. divisjon. È stato esonerato l'11 giugno 2009, a causa di diverse sconfitte. Non era comunque amato dai suoi calciatori, che non ne apprezzavano gli allenamenti prevalentemente fisici.
Nonostante l'addio, Erlandsen è stato l'uomo che ha riportato l'HamKam nella massima divisione norvegese, ma è stato licenziato dopo la retrocessione, a metà del 2009 (aveva guidato la squadra in 8 partite di 1. divisjon).
Il 9 luglio 2013 è stato chiamato ad allenare il Moss. Il 29 novembre successivo, ha rinnovato il contratto per la stagione seguente. Ha lasciato la squadra al termine del campionato 2014.
Il 20 maggio 2015 è diventato il nuovo allenatore del Fredrikstad, firmando un contratto valido fino al termine della stagione.
Il 20 settembre 2016 ha fatto ritorno al Lillestrøm, a cui si è legato con un accordo valido fino alla fine della stagione in corso. Il 17 novembre, a salvezza conseguita, ha rinnovato il contratto col club per i successivi due anni.
Il 26 giugno 2018 è stato sollevato dall'incarico di allenatore del Lillestrøm.
Il 25 ottobre 2019 è stato nominato nuovo allenatore del KuPS, a cui si è legato con un contratto annuale con opzione per un'altra stagione.
Il 19 dicembre 2022 è stato nominato nuovo allenatore del Kvik Halden, con un contratto valido dal 1º gennaio 2023.
Il 21 agosto 2023 ha lasciato la panchina del Kvik Halden per diventare allenatore dello Skeid.

## Palmarès

### Giocatore
- Campionato norvegese: 2

Lillestrøm: 1986, 1989
- Coppa di Norvegia: 2

Lillestrøm: 1985
Strømsgodset: 1991

### Allenatore

#### Club
- Coppa di Norvegia: 1

Lillestrøm: 2017
- Coppa di Finlandia: 1

KuPS: 2021

#### Individuale
- Allenatore dell'anno del campionato norvegese: 1

2001